# Лучечко Юрій Васильович
Юрій Васильович Лучечко (19 травня 1999, Самбір — 9 квітня 2022, Маріуполь) — український військовик, солдат полк «Азов» Національної гвардії України. Учасник російсько-української війни.

## Життєпис
Народився 19 травня 1999 року у місті Самборі на Львівщині. Мешкав у селищі Великий Любінь.
Тривалий час займався пауерліфтингом та був призером численних змагань.
Навчався у Львівському державному університеті безпеки життєдіяльності на спеціальності: «Кібербезпека». Згодом працював в IT-компанії. 
У 2020 році пішов служити у полк «Азов». Служив у вогневому підрозділі «Друга сотня».
Від початку російського вторгнення в Україну змінив штангу на автомат та боронив Україну від російських окупантів. Військову службу проходив на посаді мінометника підрозділу у складі полку «Азов». Разом з побратимами захищав Маріуполь на Донеччині. 
Загинув 9 квітня 2022 року під час наступу танків на позицію, біля якої був похований 14 квітня 2022 року. Разом з побратимом мужньо зупиняли ворожу техніку та піхоту.

## Родина
У військовослужбовця залишилися батьки та сестра.

## Нагороди
- 30 квітня 2022 року — за особисту мужність і самовіддані дії, виявлені у захисті державного суверенітету та територіальної цілісності України, вірність військовій присязі, відзначений — нагороджений орденом «За мужність» III ступеня (посмертно)[4].

## Вшанування пам'яті
12-17 грудня 2022 року пройшла фотовиставка «Міцніші за сталь», присвячена загиблим захисникам Маріуполя з полку «Азов». Організувала цей захід сестра солдата ОЗСП «Азов» Юрія Лучечка, Віталія. Виставка проходила у Центрі архітектури, дизайну та урбаністики «Порохова вежа», що на вулиці Підвальній, 4 у Львові.
26 грудня 2022 року відбулося урочисте відкриття меморіальної таблиці Юрій Лучечку на фасаді Великолюбінської школи, в якій навчався полеглий Герой .
Юрій також представлений на всеукраїнській пам'ятній виставці «Янголи спорту» як пауерліфтер. 
19 травня 2023 року (на день народження Юрія), висаджено пам'ятне дерево на горі Лопата, що поблизу міста Сколе, куди Юрій сходив у 2021 році.
У 2022 році перейменовано вулицю у селищі Великий Любінь на честь Юрія Лучечка.
4 листопада 2023 року у Великому Любені відкрито Алею пам'яті з дерев, де також є дерево пам'яті Юрія Лучечка.
23-24 березня 2024 року у Львові відбувся чемпіонат Львівської області з класичного пауерліфтингу пам'яті героя Маріуполя Юрія Лучечка — пауерліфтера, який загинув, захищаючи Маріуполь від російських загарбників. Учасники змагалися у таких категорія: юнаки, дівчата, юніори та юніорки.
25 травня 2024 року вперше в історії Львівського державного університету безпеки життєдіяльності відбулося відкриття іменної авдиторії в честь випускника та захисника України Юрія Лучечка, який загинув під час російсько-української війни.